# NGC 4904
NGC 4904 é uma galáxia espiral barrada (SBc) localizada na direcção da constelação de Virgo. Possui uma declinação de -00° 01' 37" e uma ascensão recta de 13 horas, 00 minutos e 58,5 segundos.
A galáxia NGC 4904 foi descoberta em 1 de Janeiro de 1786 por William Herschel.